# Ясенов, Евгений Юрьевич
Евгений Юрьевич Ясенов — краевед, журналист и писатель из Донецка.

## Биография
Родился 12 мая 1963 года в семье врача. Место рождения — село Маньковка Черкасской области Украины. В 1975—1980 годах учился в 57 школе Донецка. В 1980—1985 годах учился на факультете романо-германской филологии Донецкого национального университета и имеет специальности преподавателя английского языка и переводчика.

## Журналистика
С октября 1998 по май 2007 года — редактор отдела новостей, заместитель главного редактора, главный редактор газеты «Салон Дона и Баса». Главный редактор спортивного журнала «Desporter». Бывший главный редактор «Газеты по-донецки». Сотрудничал с такими журналистами, как Игорь Гужва, Олег Измайлов, Александр «Темс» Тимошенко, Сергей Голоха, Роман Манекин и др. Также работал с рядом других ведущих изданий Донецка: «Городъ», «Донецкие новости», «Шахтёр», «Весть», «Теленеделя».
В 2008 году информационно-аналитическое агентство «Остро» и центр исследований социальных перспектив Донбасса проводили два социологических опроса, целью которых было выяснение наиболее влияющих на основные социально-политические сферы жизни Донецкого региона людей. Согласно одному опросу Евгений Ясенов четвёртое место в номинации «Средства массовой информации», а согласно другому — девятое место среди журналистов.
Под псевдонимом Джон Сильвер выступает в качестве кинообозревателя в Интернет. Автор киносайта John Silver Personal Video.

## Краеведение
Работая в газете «Город» Евгений Ясенов вёл рубрику «Ретро», где публиковались очерки донецкого быта. Затем, работая в газете «Салон Дона и Баса» вёл рубрику «Прогулки по Донецку». На основе этих публикаций в 2008 году появилась книга «Прогулки по Донецку», которая состояла как из реальных фактов, так и из баек. В 2011 году вышла вторая часть «Прогулок по Донецку». В 2009 году выпустил книгу «Город, который придумал Юз», которая также основана на ранних газетных публикациях.
В конце 2008 года по адресу http://www.donjetsk.com открыл свой авторский сайт, одной из рубрик которого является «Энциклопедии Донецка» — статьи об истории города, известных жителях, мифах и легендах города.
25 сентября 2009 года общество терриконоведов присвоило имя Евгения Ясенова террикону в районе шахты «Октябрьская» около дома журналиста.
В 2011 году стал автором первого донецкого экскурсионного маршрута «Дополненная реальность», который используя приложение Historypin для Apple iOS и Android определяет местонахождение пользователя и показывает архивные фотографии ближайших к нему исторических объектов с возможностью наложения их на современный вид объекта.
В 2012 году по заказу Донецкой областной госадминистрации написал книгу о Донецкой области «Донетчина: многоликая и вечная», выпущенную к 80-летнему юбилею области осенью того же года.
В 2013 году представил на своем сайте «Донецкий» уникальный в масштабах Украины проект «Донецкий раскрой», в рамках которого вместе с соавтором проекта Алексеем Жуковым вычленил и нанес на карту исторически сформировавшиеся части города. Подсчитано, что в ходе реализации проекта исследователи прошли расстояние примерно в 1200 километров.

## Художественная литература
В соавторстве с Олегом Измайловым написал детективную повесть, на основе которой по заказу издательства был создан роман в двух частях «Сети кукловодов» и «Тот, кто остается в тени», но который не был издан. Также под влиянием Толкина написал роман в стиле юмористической фэнтези «Золотая шпора, или путь Мариуса».
В 2011 году стал координатором литературного проекта «Донецк, я люблю тебя!» и написал для него рассказ «Палец судьбы». «Донецк, я люблю тебя!» — литературный проект, объединяющий короткие произведения художественной прозы разных авторов. Все включенные в сборник произведения имеют две общих черты: их действие происходит в городе Донецк, в них так или иначе затрагивается тема любви.

### Журнал «Шахтёр»
- Ясенов,, Е. Так уважали «Шахтер» [ Текст ] : [история ФК"Шахтер"] / Е.Ясенов // ШАХТЕР. 2009. № 8. — С.66-69.
- Ясенов, Е. Незаменимый левый край : [Бывший полузащитник ФК «Шахтер» В. А. Сафонов] / Е.Ясенов // ШАХТЕР. 2007. № 11. — С.64-66.
- Ясенов, Е. Большая тень : [Футболист «Шахтера» В.Роговский, забил первый гол в еврокубках] / Е.Ясенов // ШАХТЕР. 2008. № 2. — С.60-62.
- Ясенов, Е. Юрий Дудинский: Любимая работа, на износ… : [Бывший игрок «Шахтера», координатор центра детско-юношеск. футбола] / Е.Ясенов // ШАХТЕР. 2008. № 6. — С.60-62.
- Ясенов,, Е. А что скажет товарищ Жуков? [ Текст ] : [нападающий ФК «Шахтер» Олег Жуков] / Е.Ясенов // ШАХТЕР. 2008. № 8. — С.60-* Ясенов, Е. Ю.
- Ясенов, Е. Вместе с командой [ Текст ] : [М. К. Соколовский] / Е.Ясенов // ШАХТЕР. 2010. № 7. — С.27-29.
- Ясенов, Е. Последний герой [ Текст ] : [О. И. Жуков] / Е.Ясенов // ШАХТЕР. 2010. № 6. — С.65-67.
- Ясенов, Е. Донецкий голландец [ Текст ] : [о капитане футбол.команды «Шахтер» 70-80-гг. ХХ ст. В.Сафонове] / Е.Ясенов // ШАХТЕР. 2010. № 10. — С.58-61.

### Видео
- Сегодня прошла презентация книги Евгения Ясенова «Прогулки по Донецку-2». Дата обращения: 9 февраля 2011. Архивировано из оригинала 24 декабря 2013 года. (Первый муниципальный канал)
- Евгений Ясенов в телепередаче «Альтанка» Донецкой областной государственной телерадиокомпании, посвященной 140-летию города:
  - часть 1 на YouTube
  - часть 2 на YouTube
  - часть 3 на YouTube
  - часть 4 на YouTube
  - часть 5 на YouTube
  - часть 6 на YouTube
- Евгений Ясенов в гостях у программы «Мужская компания»:
  - часть 1 на YouTube
  - часть 2 на YouTube
- «Просто люди», випуск №74: Євген Ясенов (ВІДЕОІНТЕРВ’Ю). Дата обращения: 26 сентября 2013. Архивировано из оригинала 28 сентября 2013 года.
- Моя история. Евгений Ясенов. Дата обращения: 29 ноября 2013. Архивировано из оригинала 3 декабря 2013 года. (КРТ)